# Individualbrief
Mit Individualbrief wird in Unternehmen und Organisationen eine Kategorie der Unternehmenskommunikation bezeichnet. Der Individualbrief ist ein Geschäftsdokument, das von einem Individuum einzeln erstellt und an eine Firma mit oder ohne Angabe des Empfängers oder persönlich adressiert an einen Empfänger in einer Firma versendet wird. Der klassische Individualbrief ist händisch unterschrieben.  
Der Individualbrief
- entsteht in der Sachbearbeitung des Unternehmens oder der Organisation.
- dient der Kommunikation mit externen Personen.
- wird einzeln produziert.
- unterliegt dem Briefgeheimnis.

In EDV-basierten Geschäftsprozessen entstehen die Individualbriefe in den Office-Programmen. Zunehmend wird bei Individualbriefen die händische Unterzeichnung durch eingescannte Unterschriften ersetzt oder ganz auf die Unterzeichnung verzichtet. Auch die Nutzung vorgefertigter Textbausteine ändert nicht die Einzelproduktion des Individualbriefes, der nach seiner Erstellung auf Einzelplatzdruckern, Teamdruckern oder auf dem Zentraldrucker der Organisation ausgegeben wird.